# Зверь во мне
«Зверь во мне» (англ. The Beast in Me) — предстоящий телесериал Netflix в жанре триллер с Клэр Дэйнс и Мэттью Ризом в главных ролях. Продюсерами сериала стали Джоди Фостер и Конан О’Брайен.

## Сюжет
После трагической гибели своего маленького сына известная писательница Эгги Виггс отошла от общественной жизни, не в силах писать, превратившись в призрак себя прежней. Но она находит необычный сюжет для новой книги, когда соседний дом покупает Нил Джарвис, известный магнат недвижимости, который когда-то был главным подозреваемым в исчезновении своей жены. Одновременно ужасаясь и очаровываясь этим человеком, Эгги начинает искать правду, гоняясь за его демонами и спасаясь от собственных — в игре в кошки-мышки, которая может обернуться смертью.

## В ролях
- Клэр Дэйнс — Эгги Виггс
- Мэттью Риз — Нил Джарвис
- Бриттани Сноу — Нина, супруга Нила
- Натали Моралес — Шелли, бывшая жена Эгги
- Дэвид Лайонс — Брайан Эббот, агент ФБР
- Тим Гини — Врекинг Болл
- Дирдри О’Коннелл — Кэрол Макгиддиш, литературный агент и друг Эгги
- Джонатан Бэнкс — Мартин Джарвис, отец Нила
- Эттьенн Парк — агент Эрика Бретон, агент ФБР, работающая с Эбботом
- Ализ Шэннон[англ.] — Оливия Бенитес, член городского совета, которая выступает против бизнес-планов Нила
- Уилл Брилл[англ.] — Крис Ингрэм, брат пропавшей жены Нила
- Кейт Бертон — Мэрайя Ингрэм, мать пропавшей жены Нила
- Билл Ирвин — Джеймс Ингрэм, отец пропавшей жены Нила
- Амир Арисон — Фрэнк Бретон, бывший муж Эрики Бретон
- Джули Энн Эмери — Лайла Джарвис, жена Мартина Джарвиса

## Производство
Производством сериала занимается компания 20th Television, а его создателем, сценаристом и исполнительным продюсером стал Гейб Роттер. Роттер написал сценарий за 6-7 лет до начала производства. Исполнительными продюсерами сериала стали Джоди Фостер, Конан О’Брайен, Дэниел Перл, который также стал сценаристом, Антонио Кампос, который также стал режиссёром, Джефф Росс и Дэниел Киссинджер от компании Conaco, Говард Гордон, который также станет шоураннером, и Клэр Дэйнс, которая также исполнила главную роль. Мэттью Риз присоединился к актёрскому составу в августе 2024 года. Бриттани Сноу, Натали Моралес, Дэвид Лайонс и Тим Гини присоединились к актёрскому составу в октябре 2024 года. Дейдра О’Коннелл, Джонатан Бэнкс, Хеттьен Парк, Алейс Шеннон, Уилл Брилл, Кейт Бертон, Билл Ирвин, Амир Арисон и Джули Энн Эмери присоединились к актёрскому составу в ноябре 2024 года.
В сентябре 2024 года съемки прошли в Ред-Банке, штат Нью-Джерси.